# Tekgöz-Brücke
Die Tekgöz-Brücke (türkisch Tekgöz Köprüsü) ist eine seldschukische Brücke über den Kızılırmak aus dem 13. Jahrhundert in der zentraltürkischen Provinz Kayseri.

## Lage
Die Brücke liegt beim Ort Beydeğirmeni im Bezirk Kocasinan der Provinz Kayseri. Sie überquert den Kızılırmak in Nord-Süd-Richtung. Sie liegt etwa in 2,5 Kilometer Entfernung westlich der Fernstraße D-260 von Kayseri im Südosten nach Kırşehir und Ankara im Westen.

## Geschichte
Laut einer Inschrift wurde das Bauwerk 1202/1203 von Hacı Ali Şir Bin Hüseyin aus Kayseri in der Regierungszeit von Rukn ad-Din Suleiman Schah (Suleiman II., gest. 1204), Sultan der Rum-Seldschuken erstellt. In der Erbauungszeit führte hier die Straße von Kayseri im Südosten nach Kırşehir und Ankara im Westen über den Fluss.

## Beschreibung
Die Brücke überquert den Fluss in Nord-Süd-Richtung und ist etwa 120 Meter lang sowie 18 Meter hoch. Die Breite beträgt 5,80 Meter. Sie ruht auf einem großen und einem kleinen Spitzbogen. Der große, nördliche ist 27 Meter breit und hat eine Höhe von 18 Metern. Der kleine, der nur bei hohem Wasserstand Wasser führt hat einen Durchmesser von 11,5 Metern und eine Höhe von 7,5 Metern. Sie ist sowohl aus geglätteten wie auch aus unbearbeiteten Steinen errichtet, darunter finden sich auch Spolien. Zwischen den Bögen ist eine Inschriftenplatte angebracht, auf der in Thuluth-Schrift die Namen des Erbauers und des Herrschers angegeben sind sowie als Bauzeit das Jahr 599 nach der Hedschra, was den Jahren 1202/1203 des gregorianischen Kalenders entspricht. Der osmanische Reiseschriftsteller Evliya Çelebi besuchte im 17. Jahrhundert die Brücke. Er interpretierte allerdings den Text der Inschrift falsch und hielt Süleyman den Prächtigen für den Bauherrn.
Wegen des großen Bogens hat die Brücke den Namen Tekgöz Köprüsü (Einzelbogen-Brücke).